# Eintracht Francfort
Maillots
Actualités
Dernière mise à jour : 18 août 2025.
L'Eintracht Francfort (en allemand : Eintracht Frankfurt) est un club omnisports allemand basé à Francfort-sur-le-Main.
Sa section la plus connue est celle de football. Le mot allemand Eintracht signifie « Concorde » ou « Entente ».
Le club comporte de très nombreuses autres sections, dont l'athlétisme, le basket-ball, la boxe, la gymnastique, le handball, le hockey sur gazon, le rugby à XV, le tennis, le tennis de table, le volley-ball.

## Repères historiques
- 1899 - 08/03/1899, fondation du Eintracht Frankfurter Fußball Club Viktoria vom 1899.
- 1899 - Fondation du club sous le nom de Frankfurter Fußball-Club 1899.
- 1899 - 13/11/1899 (?), fondation du Frankfurter Fußball Club Kickers 1899.
- 1900 - 28/11/1900, fusion du Frankfurter Fußball-Club 1899 avec le Frankfurter Fußball. Club Kickers 1899 pour former Frankfurter Fußball-Club 1899 Kickers.
- 1904 - Frankfurter Fußball-Club 1899 Kickers est renommé Fußball Verein Kickers Frankfurt.
- 1911 - 07/05/1911, Fußball Club Viktoria 1899 Frankfurt avec Fußball Verein Kickers Frankfurt pour former Frankfurter Fußball Verein Kickers Victoria.
- 1920 - Avril, fusion du Frankfurter Fußball Verein Kickers Victoria avec le Frankfurter Turngemeinde 1861 pour former le Turn-Und Sport Gemeinde Eintracht Frankfurt 1861.
- 1927 - Scission en deux entités Turngemeinde Eintracht Frankfurt von 1861 (Gymnastique et Sportgemeinde Eintracht Frankfurt (FFV) von 1899 (dont le Football).
- 1945 - Dissolution par les Alliés.
- 1945 - Reconstitution sous le nom de Sportgemeinschaft Eintracht puis reprise du nom d'avant-guerre.
- 1959 - Champion d'Allemagne et 1re participation à une Coupe d'Europe (C1) (saison 1959-60).
- 1968 - Fusion de Sportgemeinschaft Eintracht Frankfurt avec le Turn -und Fechtgemeinde Eintracht Frankfurt 1861 pour former Eintracht Frankfurt.

## Histoire
Le club actuel s'est constitué au fil de plusieurs fusions ou reconstitution. Les documentalistes, archivistes et historiens du football considèrent que deux clubs initiaux constituent les racines de l'actuel "Eintracht":  le 'Frankfurter FC Viktoria 1899' et le Frankfurter FC Kickers 1899.

### Frankfurter FC Viktoria 1899
Ce club fut fondé le 8 mars 1899 par 15 passionnés dans un restaurant situé au numéro 14 de la Hohenzollernstraße (de nos jours Düsseldorfer Straße). L'équipe choisit de jouer à un endroit appelé "Hundswiese" dans la Eschersheimer Landstraße. Le local du club fut situé au "Schlesinger Eck" dans la Große Gallusstraße. Le premier match  fut disputé le 19 mars suivant et vit la victoire du Viktoria contre le 1. Bockenheimer FC 1899 (4-1). Les joueurs du Viktoria 1899 portaient des chemises rouges et des culottes noires.
Jusqu'au mois de septembre 1899, ce furent pas moins de 16 rencontres qui furent jouées contres des équipes de Francfort-sur-le-Main, Hanau et Mannheim. La Viktoria 1899 remporta un succès prestigieux (2-1) contre le Frankfurter FC Germania 1894, le plus ancien club de la localité.
En janvier 1900, le Frankfurter FC Viktoria 1899 fut un des fondateurs de la Fédération allemande de football (DFB).
Mais à cette époque où le football balbutie, les adversaires étaient encore rares. Les rencontres opposaient souvent les mêmes équipes entre elles. En septembre 1900 fut créée la Frankfurter Association Bunds (FAB) avec le Viktoria 1899 parmi les fondateurs. Le premier championnat se décida par un test-match. En novembre, à Bockenheim, le Viktoria s'inclina (1-0) contre le Germania 1894. La même année, les deux équipes se retrouvèrent dans le Süddeutschen Meisterschaft de la Verband Südeutscher Fußball-Vereine (VSFV). Le Victoria prit sa revanche sur le Germania, mais s'inclina ensuite contre le FC Darmstadt, une équipe d'étudiants.
Lors de la saison 1901-1902, le championnat de la FAB enregistra l'arrivée de nouveaux participants. Le Viktoria réalisa de bons résultats mais perdit contre le 1.FC Hanauer 1893 lors du Süddeutschen Meisterschaft (VSFV). La saison suivante, le Viktoria 1899 s'assura le titre FAB. Après deux victoires contre les Kickers Offenbach et le FC Viktoria 94 Hanau, le club chuta encore contre Hanau 1893 pour le titre d'Allemagne du Sud (VSFV).
En 1903-1904, le championnat de la VSFV fut partagé en deux séries. Le Viktoria 1899 joua dans la Nordkreis avec douze équipes de Francfort-sur-le-Main, Wiesbaden et des environs. Peu brillant dans cette compétition, le Viktoria atteignit la finale du championnat FAB qui fut encore joué. Mais la victoire finale revint (0-1) au Frankfurter FC Kickers 1899.
Par la suite, le club remporta quelques titres locaux ou régionaux mais ne parvint jamais à enlever le titre de la Verband Südeutscher Fußball-Vereine (VSFV) donnant accès au tour final national.
Le 7 mai 1911, le Frankfurter FC Viktoria 1899 fusionna avec le Frankfurter FC Kickers 1899 pour former le Frankfurter Fußball-Vereins Kickers-Victoria.

#### Palmarès Viktoria 1899
- Champion de la Frankfurter Association Bund (FAB): 1900, 1903.

### FV Kickers Frankfurt

#### Frankfurter FC 1899
On a moins de précisions quant à la date de création, mais on a la certitude que durant l'été 1899, un club nommé Frankfurter Fußball-Club 1899 joua à Bockenheim (un district de Francfort), à un endroit appelé "Hundswiese".
En janvier 1900, le Frankfurter FC 1899 fut un des fondateurs de la Fédération allemande de football (DFB).

#### FC Frankfurter Kickers
"1899" ou "1900" ? Une certaine incertitude plane encore quant à la date exacte de création de ce club. Un article du périodique "Sport und Welt" daté de novembre 1900, signale que le 6 juin 1900, un nouveau club s'est créé, le Frankfurter Kickers. Mais certaines sources évoquent l'année 1899. Toutefois, une épingle (pins) produite en 1909 porte la mention "FUßBALL Vr. Fr. KICKERS" avec le nombre "10" et la date du 13 novembre 1909. Cela laisse donc supposé que le club fêta son 10e anniversaire. Cette thèse de "1899" est confirmée par des articles de journaux stipulant: "F.V. Frankfurter Kickers. L'association a été fondée en 1899 par des étudiants des écoles Adlerflycht et Klinger".
Le 28 novembre 1900, les Frankfurter FC 1899 et le Frankfurter FC Kickers pour former les Frankfurter FC 1899 Kickers. Le cercle aligna des équipes de football et de rugby à XV.
En 1904, le Frankfurter FC 1899 Kickers changea son nom en Fußball Verein Kickers Frankfurt.

##### Palmarès FFC Kickers
- Champion du Süddeutsche Meisterschaft: 1900
- Champion de la Frankfurter Association Bund (FAB): 1902, 1904

### Frankfurter FV Kickers-Victoria
Le club fusionné ne se mit pas spécialement en évidence. Près de neuf après sa formation, le club fusionna avec un cercle gymnique créé en 1861, le Frankfurter TG 1861 pour former le Turn-und Sportgemeinde Eintracht Frankfurt ou TuSG Eintracht Frankfurt 1861.
En 1920, le club déménage toutes ses installations au Riederwaldstadion.

### TuSG Eintracht Frankfurt 1861
En 1927, sous la pression de la  Fédération allemande de gymnastique, deux entités sont constituées: le Turngemeinde Eintracht Frankfurt von 1861“ et la Sportgemeinde Eintracht Frankfurt (FFV) von 1899.

### SG Eintracht Frankfurt 1899
Après la capitulation de l'Allemagne nazie, tous les clubs et associations allemands furent dissous par les Alliés. Ceux-ci voulait dénazifier le pays. Rapidement, les cercles furent autorisés à se reconstituer. L'Eintracht Frankfurt 1899 fut reformé sous l'appellation SG Eintracht. En 1946, l'équipe remporta la Coupe de Hesse. Rapidement le club retrouva son appellation SG Eintracht Frankfurt.
Les équipes du Sud (zone américaine de l'Allemagne) reprirent immédiatement la compétition. Les championnats "1945-1946" et "1946-1947" restèrent officieux. L'Eintracht se classa 11e sur 16 en 1946 et 3e sur 16 en 1947.
À partir de la saison 1947-1948, le championnat reprit ses droits. Le SG Eintracht Frankfurt fut versé dans la Oberliga Sud, une des cinq Oberligen (ligues supérieures) créées par la DFB. Elles équivalaient à une "Division 1".
Dans un souhait de professionnalisme, le club créa la section Eintracht 1948 afin de prendre des joueurs sous contrat.
En 1953, le SG Eintracht remporta l'Oberliga Sud. Le premier tour de la phase finale se jouait en quatre groupes de quatre dont seul le vainqueur participait aux demi-finales. L'Eintracht termina 2e à quatre points du 1. FC Kaiserslautern, futur champion national.
La saison suivante, le club termina vice-champion de l'Oberliga Sud derrière le VfB Stuttgart. Pendant la phase finale, jouée en deux groupes de trois, Francfort ne marqua aucun point.
En 1954, Alfred Pfaff, un joueur de l'Eintracht Francfort était dans la sélection allemande qui remporta le titre mondial en Suisse.
En 1959, le SG Eintracht Frankfurt termina de nouveau en tête de l'Oberliga Sud, devant les Kickers Offenbach. Ces deux équipes remportèrent leur groupe en phase finale et se retrouvèrent en finale. À l'Olympiastation de Berlin, l'Eintracht battit les Kickers 5-3 après prolongation et s'adjugea le titre national.
Ce titre permit à l'Eintracht Francfort de participer pour la première fois à la Coupe d'Europe des clubs champions européens, créée quatre ans plus tôt. Le club s'y mit en évidence et atteignit la grande finale. Exempté du tour préliminaire, le champion d'Allemagne élimina les Young Boys Berne (1-4 et 1-1), puis le Wiener AC en quarts de finale (2-1 et 1-1). En demi-finales, Francfort domina deux fois les Glasgow Rangers (6-1 et 3-6). À l'Hampden Park de Glasgow, la finale entra dans l'Histoire avec un score étonnant et rare (7-3) à l'avantage du Real Madrid.
Échouant troisième à un point de la phase finale du championnat 1960, l'Eintracht Francfort fut vice-Champion de l'Oberliga Sud en 1961, derrière le 1. FC Nuremberg. Le club franchit le tour préliminaire contre le Borussia Neunkirchen (5-0), mais échoua derrière le Borussia Dortmund en phase de groupe (Francfort fut devancé à la différence de buts). Nuremberg enleva le titre (3-0) devant Dortmund.
Lors de la saison 1961-1962, le verdict de l'Oberliga Sud fut identique: Nuremberg devant l'Eintracht Francfort. En phase finale, Francfort termina deux points derrière le 1. FC Cologne qui remporta ensuite le titre (4-0) devant Nuremberg.
En 1962-1963, l'Eintracht Francfort termina 4e la dernière saison de l'Oberliga Sud en tant que "Division 1". Mais le club se consola en étant retenu pour devenir fondateur de la Bundesliga la saison suivante. Il quitte alors le Riederwaldstadion pour s'installer dans un stade plus grand, le Waldstadion.
En 1968, le SG Eintracht Frankfurt fusionna avec le club dont il s'était séparé en 1927. Celui-ci était devenu le Turn-und Fechtgemeinde Eintracht Frankfurt von 1861. Cette fusion donna au club son nom actuel, simplement Eintracht Frankfurt.

### Eintracht Frankfurt

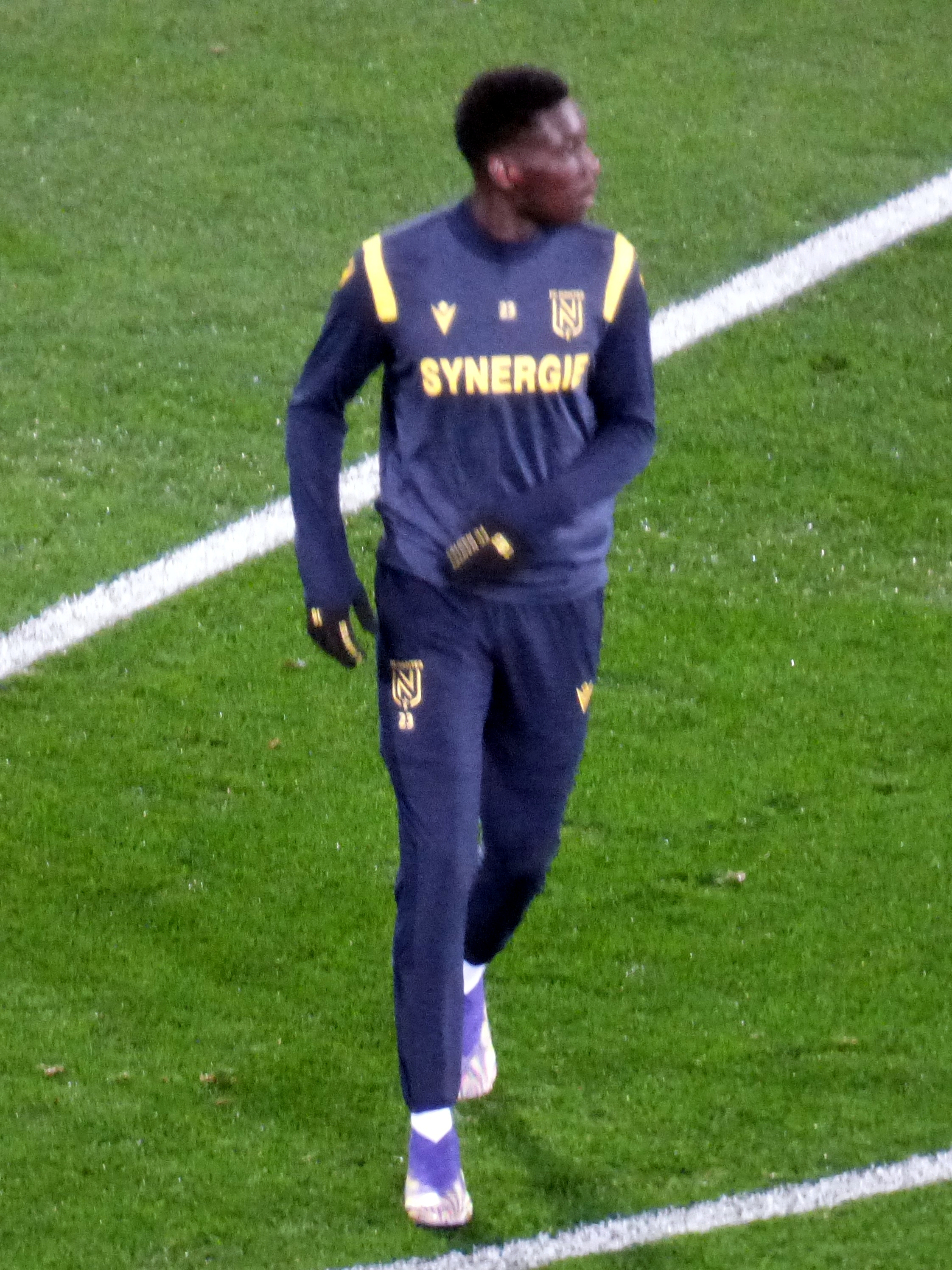
Randal Kolo Muani honore sa première sélection face à l'Autriche le 22 septembre 2022.

De la création de la Bundesliga en 1963 jusqu'au début des années 1980, l'Eintracht se positionne comme un club de première partie de tableau et put ainsi jouer plusieurs fois en Coupe d'Europe. L'une de ses campagnes se conclut positivement avec une victoire en Coupe UEFA en 1980 face au Borussia Mönchengladbach. Parallèlement à ce titre continental, le club gagne aussi à plusieurs reprises la DFB-Pokal en 1974, 1975 et 1981.
Après quelques années plus difficiles, le club retrouve les sommets de la Bundesliga au début des années 1990 avec des joueurs comme Jay-Jay Okocha, Anthony Yeboah ou Andreas Möller en finissant sur le podium à trois reprises.
Un des symboles de cette constance au plus haut niveau est la présence de joueurs de l'Eintracht dans chacune des équipes d'Allemagne championne du monde de football aussi bien en 1954 avec Alfred Pfaff, en 1974 avec Jürgen Grabowski et Bernd Hölzenbein ou en 1990 avec Uwe Bein. Lors du sacre en 2014, pour la première fois aucun joueur de l'Eintracht ne faisait partie de l'effectif allemand vainqueur.
La suite fut moins brillante et depuis 1996 et une première relégation, le club alterne les saisons entre 2.Bundesliga et deuxième partie de tableau en Bundesliga. Au total le club est descendu quatre fois en deuxième division et à l'issue de la saison 2011-2012, il retrouve à nouveau l'élite du football allemand. En tant que promu il se qualifie par le biais du championnat pour la Ligue Europa en terminant à la sixième place. La saison suivante, l'Eintracht passe la phase de poules de la Ligue Europa avant d'être éliminé par le FC Porto en 1/16° de finale. Quelques jours après l'entraîneur Armin Veh, en fonction depuis le passage en deuxième division, annonce qu'il ne prolongera pas à l'issue de la saison. Son successeur est Thomas Schaaf qui signe un contrat de deux ans mais qui est résilié par accord mutuel au bout d'une saison où le club est stabilisé en neuvième place. Le club nomme à nouveau Armin Veh pour la saison 2015-2016, celui-ci est à son tour licencié en mars 2016 alors que le club se trouve à une place de barragiste après sept matches sans victoire.
Niko Kovac appelé à la rescousse parvient à obtenir le maintien et relance sportivement le club : avec lui comme entraîneur, Francfort remporte la Coupe d'Allemagne 2018 contre le Bayern Munich sur le score de 3-1 le 19 mai 2018. La saison 2018-2019 qui suit voit d'ailleurs le club allemand briller en Ligue Europa, où il atteint le stade des demi-finales avant d'être finalement battu par le futur vainqueur Chelsea grâce à un triplé de Inosi.
Avec son entraîneur Oliver Glasner arrivé en 2021, le club francfortois parvient à se qualifier pour la finale de Ligue Europa, notamment après une victoire en quart de finale retentissante au Camp Nou face au FC Barcelone. Le club allemand affronte par la suite le Rangers FC en finale et finit par l'emporter à l'issue de la séance des tirs au but (5-4) après un match nul 1-1 .

## Bilan sportif

### Palmarès
- Coupe d'Europe des clubs champions / Ligue des champions : 
  - Finaliste : 1960
- Coupe UEFA / Ligue Europa (2) : 
  - Vainqueur : 1980, 2022
- Supercoupe de l'UEFA (0) : 
  - Finaliste : 2022
- Championnat d'Allemagne (1) : 
  - Champion : 1959
  - Vice-champion : 1932
- Coupe d'Allemagne (5) : 
  - Vainqueur : 1974, 1975, 1981, 1988 et 2018
  - Finaliste : 1964, 2006, 2017 et 2023
- Supercoupe d'Allemagne : 
  - Finaliste : 1988 et 2018
- Championnat d'Allemagne de deuxième division : 
  - Champion : 1998
- Oberliga Sud : 
  - Champion : 1953 et 1959
  - Vice-champion : 1954, 1961, 1962
- International football cup
  - Vainqueur : 1967
- Coupe des Alpes
  - Vainqueur : 1967

### Bilan européen

#### Bilan
| Compétition              | Titres | P  | MJ  | V  | N  | D  | BP  | BC  | Diff. |
| ------------------------ | ------ | -- | --- | -- | -- | -- | --- | --- | ----- |
| Ligue des champions (C1) | -      | 2  | 15  | 7  | 3  | 5  | 30  | 28  | +2    |
| Coupe des coupes (C2)    | -      | 4  | 24  | 14 | 3  | 7  | 41  | 23  | +18   |
| Ligue Europa (C3)        | 2      | 15 | 125 | 67 | 27 | 30 | 236 | 129 | +107  |
| Ligue Conférence (C4)    | -      | 1  | 10  | 4  | 2  | 4  | 17  | 12  | +5    |
| Supercoupe de l'UEFA     | -      | 1  | 1   | 0  | 0  | 1  | 0   | 2   | -2    |
| Coupe Intertoto          | -      | 1  | 5   | 3  | 0  | 2  | 14  | 6   | +8    |
| Total                    | 2      | 24 | 179 | 95 | 35 | 49 | 337 | 200 | +137  |

#### Résultats
Légende
- Vainqueur de la compétition
- Victoire ou qualification pour le tour suivant
- Match nul
- Défaite ou élimination de la compétition

Note : dans les résultats ci-dessous, le score du club est toujours donné en premier.
| Saison    | Compétition               | Tour                | Club                     | Domicile             | Extérieur            | Total                |        |        |
| --------- | ------------------------- | ------------------- | ------------------------ | -------------------- | -------------------- | -------------------- | ------ | ------ |
| 1959-1960 | Coupe des clubs champions | Seizièmes de finale | KuPS Kuopio              | Victoire par forfait | Victoire par forfait | Victoire par forfait |        |        |
| 1959-1960 | Coupe des clubs champions | Huitièmes de finale | BSC Young Boys           | 1 - 1                | 4 - 1                | 5 - 2                |        |        |
| 1959-1960 | Coupe des clubs champions | Quarts de finale    | Wiener SC                | 2 - 1                | 1 - 1                | 3 - 2                |        |        |
| 1959-1960 | Coupe des clubs champions | Demi-finales        | Rangers FC               | 6 - 1                | 6 - 3                | 12 - 4               |        |        |
| 1959-1960 | Coupe des clubs champions | Finale              | Real Madrid              | 3 - 7                | 3 - 7                | 3 - 7                |        |        |
| 1972-1973 | Coupe UEFA                | Premier tour        | Liverpool FC             | 0 - 0                | 0 - 2                | 0 - 2                |        |        |
| 1974-1975 | Coupe des coupes          | Seizièmes de finale | AS Monaco                | 3 - 0                | 2 - 2                | 5 - 2                |        |        |
| 1974-1975 | Coupe des coupes          | Huitièmes de finale | Dynamo Kiev              | 2 - 3                | 1 - 2                | 3 - 5                |        |        |
| 1975-1976 | Coupe des coupes          | Seizièmes de finale | Coleraine FC             | 5 - 1                | 6 - 2                | 11 - 3               |        |        |
| 1975-1976 | Coupe des coupes          | Huitièmes de finale | Atlético Madrid          | 1 - 0                | 2 - 1                | 3 - 1                |        |        |
| 1975-1976 | Coupe des coupes          | Quarts de finale    | Sturm Graz               | 1 - 0                | 2 - 0                | 3 - 0                |        |        |
| 1975-1976 | Coupe des coupes          | Demi-finales        | West Ham United          | 2 - 1                | 1 - 3                | 3 - 4                |        |        |
| 1977-1978 | Coupe UEFA                | Premier tour        | Sliema Wanderers         | 5 - 0                | 0 - 0                | 5 - 0                |        |        |
| 1977-1978 | Coupe UEFA                | Seizièmes de finale | FC Zurich                | 4 - 3                | 3 - 0                | 7 - 3                |        |        |
| 1977-1978 | Coupe UEFA                | Huitièmes de finale | Bayern Munich            | 4 - 0                | 2 - 1                | 6 - 1                |        |        |
| 1977-1978 | Coupe UEFA                | Quarts de finale    | Grasshoppers Zurich      | 3 - 2                | 0 - 1                | 3 - 3E               |        |        |
| 1979-1980 | Coupe UEFA                | Premier tour        | Aberdeen FC              | 1 - 0                | 1 - 1                | 2 - 1                |        |        |
| 1979-1980 | Coupe UEFA                | Seizièmes de finale | Dinamo Bucarest          | 3 - 0 ap             | 0 - 2                | 3 - 2                |        |        |
| 1979-1980 | Coupe UEFA                | Huitièmes de finale | Feyenoord Rotterdam      | 4 - 1                | 0 - 1                | 4 - 2                |        |        |
| 1979-1980 | Coupe UEFA                | Quarts de finale    | Zbrojovka Brno           | 4 - 1                | 2 - 3                | 6 - 4                |        |        |
| 1979-1980 | Coupe UEFA                | Demi-finales        | Bayern Munich            | 5 - 1 ap             | 0 - 2                | 5 - 3                |        |        |
| 1979-1980 | Coupe UEFA                | Finale              | Borussia Mönchengladbach | 1 - 0                | 2 - 3                | 3E - 3               | 3E - 3 | 3E - 3 |
| 1980-1981 | Coupe UEFA                | Premier tour        | Chakhtar Donetsk         | 3 - 0                | 0 - 1                | 3 - 1                |        |        |
| 1980-1981 | Coupe UEFA                | Seizièmes de finale | FC Utrecht               | 3 - 1                | 1 - 2                | 4 - 3                |        |        |
| 1980-1981 | Coupe UEFA                | Huitièmes de finale | FC Sochaux-Montbéliard   | 4 - 2                | 0 - 2                | 4 - 4E               |        |        |
| 1981-1982 | Coupe des coupes          | Seizièmes de finale | PAOK Salonique           | 2 - 0                | 0 - 2 ap             | 2 - 2 (5 - 4 tab)    |        |        |
| 1981-1982 | Coupe des coupes          | Huitièmes de finale | SKA Rostov               | 2 - 0                | 0 - 1                | 2 - 1                |        |        |
| 1981-1982 | Coupe des coupes          | Quarts de finale    | Tottenham Hotspur        | 2 - 1                | 0 - 2                | 2 - 3                |        |        |
| 1988-1989 | Coupe des coupes          | Seizièmes de finale | Grasshoppers Zurich      | 1 - 0                | 0 - 0                | 1 - 0                |        |        |
| 1988-1989 | Coupe des coupes          | Huitièmes de finale | Sakaryaspor              | 3 - 1                | 3 - 0                | 6 - 1                |        |        |
| 1988-1989 | Coupe des coupes          | Quarts de finale    | KV Malines               | 0 - 0                | 0 - 1                | 0 - 1                |        |        |
| 1990-1991 | Coupe UEFA                | Premier tour        | Brøndby IF               | 4 - 1                | 0 - 5                | 4 - 6                |        |        |
| 1991-1992 | Coupe UEFA                | Premier tour        | Spora Luxembourg         | 6 - 1                | 5 - 0                | 11 - 1               |        |        |
| 1991-1992 | Coupe UEFA                | Seizièmes de finale | KAA La Gantoise          | 0 - 1                | 0 - 0                | 0 - 1                |        |        |
| 1992-1993 | Coupe UEFA                | Premier tour        | Widzew Łódź              | 9 - 0                | 2 - 2                | 11 - 2               |        |        |
| 1992-1993 | Coupe UEFA                | Seizièmes de finale | Galatasaray SK           | 0 - 0                | 0 - 1                | 0 - 1                |        |        |
| 1994-1995 | Coupe UEFA                | Premier tour        | Olimpija Ljubljana       | 2 - 0                | 1 - 1                | 3 - 1                |        |        |
| 1994-1995 | Coupe UEFA                | Seizièmes de finale | Rapid Bucarest           | 5 - 0                | 1 - 2                | 6 - 2                |        |        |
| 1994-1995 | Coupe UEFA                | Huitièmes de finale | SSC Naples               | 1 - 0                | 1 - 0                | 2 - 0                |        |        |
| 1994-1995 | Coupe UEFA                | Quarts de finale    | Juventus FC              | 1 - 1                | 0 - 3                | 1 - 4                |        |        |
| 1995      | Coupe Intertoto           | Groupe 12           | Iraklis Thessalonique    | 5 - 1                | N/A                  | Deuxième             |        |        |
| 1995      | Coupe Intertoto           | Groupe 12           | Spartak Plovdiv          | N/A                  | 4 - 0                | Deuxième             |        |        |
| 1995      | Coupe Intertoto           | Groupe 12           | Vorwärts Steyr           | 1 - 2                | N/A                  | Deuxième             |        |        |
| 1995      | Coupe Intertoto           | Groupe 12           | Panerys Vilnius          | N/A                  | 4 - 0                | Deuxième             |        |        |
| 1995      | Coupe Intertoto           | Huitièmes de finale | Girondins de Bordeaux    | N/A                  | 0 - 3                | 0 - 3                |        |        |
| 2006-2007 | Coupe UEFA                | Premier tour        | Brøndby IF               | 4 - 0                | 2 - 2                | 6 - 2                |        |        |
| 2006-2007 | Coupe UEFA                | Groupe A            | US Palerme               | 1 - 2                | N/A                  | Cinquième            |        |        |
| 2006-2007 | Coupe UEFA                | Groupe A            | Celta Vigo               | N/A                  | 1 - 1                | Cinquième            |        |        |
| 2006-2007 | Coupe UEFA                | Groupe A            | Newcastle United         | 0 - 0                | N/A                  | Cinquième            |        |        |
| 2006-2007 | Coupe UEFA                | Groupe A            | Fenerbahçe SK            | N/A                  | 2 - 2                | Cinquième            |        |        |
| 2013-2014 | Ligue Europa              | Barrages Q          | Qarabağ FK               | 2 - 1                | 2 - 0                | 4 - 1                |        |        |
| 2013-2014 | Ligue Europa              | Groupe F            | Girondins de Bordeaux    | 3 - 0                | 1 - 0                | Premier              |        |        |
| 2013-2014 | Ligue Europa              | Groupe F            | APOEL Nicosie            | 2 - 0                | 3 - 0                | Premier              |        |        |
| 2013-2014 | Ligue Europa              | Groupe F            | Maccabi Tel-Aviv         | 2 - 0                | 2 - 4                | Premier              |        |        |
| 2013-2014 | Ligue Europa              | Seizièmes de finale | FC Porto                 | 3 - 3                | 2 - 2                | 5 - 5E               |        |        |
| 2018-2019 | Ligue Europa              | Groupe H            | Olympique de Marseille   | 4 - 0                | 2 - 1                | Premier              |        |        |
| 2018-2019 | Ligue Europa              | Groupe H            | Lazio Rome               | 4 - 1                | 2 - 1                | Premier              |        |        |
| 2018-2019 | Ligue Europa              | Groupe H            | Apollon Limassol         | 2 - 0                | 3 - 2                | Premier              |        |        |
| 2018-2019 | Ligue Europa              | Seizièmes de finale | Chakhtar Donetsk         | 4 - 1                | 2 - 2                | 6 - 3                |        |        |
| 2018-2019 | Ligue Europa              | Huitièmes de finale | Inter Milan              | 0 - 0                | 1 - 0                | 1 - 0                |        |        |
| 2018-2019 | Ligue Europa              | Quarts de finale    | Benfica Lisbonne         | 2 - 0                | 2 - 4                | 4E - 4               |        |        |
| 2018-2019 | Ligue Europa              | Demi-finales        | Chelsea FC               | 1 - 1                | 1 - 1 ap             | 2 - 2 (3 - 4 tab)    |        |        |
| 2019-2020 | Ligue Europa              | Deuxième tour Q     | Flora Tallinn            | 2 - 1                | 2 - 1                | 4 - 2                |        |        |
| 2019-2020 | Ligue Europa              | Troisième tour Q    | FC Vaduz                 | 1 - 0                | 5 - 0                | 6 - 0                |        |        |
| 2019-2020 | Ligue Europa              | Barrages Q          | RC Strasbourg            | 3 - 0                | 0 - 1                | 3 - 1                |        |        |
| 2019-2020 | Ligue Europa              | Groupe F            | Arsenal FC               | 0 - 3                | 2 - 1                | Deuxième             |        |        |
| 2019-2020 | Ligue Europa              | Groupe F            | Standard de Liège        | 2 - 1                | 1 - 2                | Deuxième             |        |        |
| 2019-2020 | Ligue Europa              | Groupe F            | Vitória Guimarães        | 2 - 3                | 1 - 0                | Deuxième             |        |        |
| 2019-2020 | Ligue Europa              | Seizièmes de finale | Red Bull Salzbourg       | 4 - 1                | 2 - 2                | 6 - 3                |        |        |
| 2019-2020 | Ligue Europa              | Huitièmes de finale | FC Bâle                  | 0 - 3                | 0 - 1                | 0 - 4                |        |        |
| 2021-2022 | Ligue Europa              | Groupe D            | Fenerbahçe SK            | 1 - 1                | 1 - 1                | Premier              |        |        |
| 2021-2022 | Ligue Europa              | Groupe D            | Royal Antwerp            | 2 - 2                | 1 - 0                | Premier              |        |        |
| 2021-2022 | Ligue Europa              | Groupe D            | Olympiakos               | 3 - 1                | 2 - 1                | Premier              |        |        |
| 2021-2022 | Ligue Europa              | Huitièmes de finale | Betis Séville            | 1 - 1 ap             | 2 - 1                | 3 - 2                |        |        |
| 2021-2022 | Ligue Europa              | Quarts de finale    | FC Barcelone             | 1 - 1                | 3 - 2                | 4 - 3                |        |        |
| 2021-2022 | Ligue Europa              | Demi-finales        | West Ham United          | 1 - 0                | 2 - 1                | 3 - 1                |        |        |
| 2021-2022 | Ligue Europa              | Finale              | Rangers FC               | 1 - 1 ap (5 - 4 tab) | 1 - 1 ap (5 - 4 tab) | 1 - 1 ap (5 - 4 tab) |        |        |
| 2022      | Supercoupe de l'UEFA      | Finale              | Real Madrid              | 0 - 2                | 0 - 2                | 0 - 2                |        |        |
| 2022-2023 | Ligue des champions       | Groupe D            | Tottenham Hotspur        | 0 - 0                | 2 - 3                | Deuxième             |        |        |
| 2022-2023 | Ligue des champions       | Groupe D            | Sporting CP              | 0 - 3                | 2 - 1                | Deuxième             |        |        |
| 2022-2023 | Ligue des champions       | Groupe D            | Olympique de Marseille   | 2 - 1                | 1 - 0                | Deuxième             |        |        |
| 2022-2023 | Ligue des champions       | Huitièmes de finale | SSC Naples               | 0 - 2                | 0 - 3                | 0 - 5                |        |        |
| 2023-2024 | Ligue Europa Conférence   | Barrages Q          | Levski Sofia             | 2 - 0                | 1 - 1                | 3 - 1                |        |        |
| 2023-2024 | Ligue Europa Conférence   | Groupe G            | PAOK Salonique           | 1 - 2                | 1 - 2                | Deuxième             |        |        |
| 2023-2024 | Ligue Europa Conférence   | Groupe G            | HJK Helsinki             | 6 - 0                | 1 - 0                | Deuxième             |        |        |
| 2023-2024 | Ligue Europa Conférence   | Groupe G            | Aberdeen FC              | 2 - 1                | 0 - 2                | Deuxième             |        |        |
| 2023-2024 | Ligue Europa Conférence   | Barrages            | Union saint-gilloise     | 1 - 2                | 2 - 2                | 3 - 4                |        |        |
| 2024-2025 | Ligue Europa              | Phase de ligue      | Viktoria Plzeň           | 3 - 3                | N/A                  | 5e                   |        |        |
| 2024-2025 | Ligue Europa              | Phase de ligue      | Beşiktaş JK              | N/A                  | 3 - 1                | 5e                   |        |        |
| 2024-2025 | Ligue Europa              | Phase de ligue      | FK RFS                   | 1 - 0                | N/A                  | 5e                   |        |        |
| 2024-2025 | Ligue Europa              | Phase de ligue      | Slavia Prague            | 1 - 0                | N/A                  | 5e                   |        |        |
| 2024-2025 | Ligue Europa              | Phase de ligue      | FC Midtjylland           | N/A                  | 2 - 1                | 5e                   |        |        |
| 2024-2025 | Ligue Europa              | Phase de ligue      | Olympique lyonnais       | N/A                  | 2 - 3                | 5e                   |        |        |
| 2024-2025 | Ligue Europa              | Phase de ligue      | Ferencváros TC           | 2 - 0                | N/A                  | 5e                   |        |        |
| 2024-2025 | Ligue Europa              | Phase de ligue      | AS Rome                  | N/A                  | 0 - 2                | 5e                   |        |        |
| 2024-2025 | Ligue Europa              | Huitièmes de finale | Ajax Amsterdam           | 4 - 1                | 2 - 1                | 6 - 2                |        |        |
| 2024-2025 | Ligue Europa              | Quarts de finale    | Tottenham Hotspur        | 0 - 1                | 1 - 1                | 1 - 2                |        |        |
| 2025-2026 | Ligue des champions       | Phase de ligue      |                          | -                    | -                    | -                    |        |        |
| 2025-2026 | Ligue des champions       | Phase de ligue      |                          | -                    | -                    | -                    |        |        |
| 2025-2026 | Ligue des champions       | Phase de ligue      |                          | -                    | -                    | -                    |        |        |
| 2025-2026 | Ligue des champions       | Phase de ligue      |                          | -                    | -                    | -                    |        |        |
| 2025-2026 | Ligue des champions       | Phase de ligue      |                          | -                    | -                    | -                    |        |        |
| 2025-2026 | Ligue des champions       | Phase de ligue      |                          | -                    | -                    | -                    |        |        |
| 2025-2026 | Ligue des champions       | Phase de ligue      |                          | -                    | -                    | -                    |        |        |
| 2025-2026 | Ligue des champions       | Phase de ligue      |                          | -                    | -                    | -                    |        |        |

## Football professionnel

### Entraîneurs
Depuis 1919, pas moins d'une cinquantaine d'entraîneurs se sont succédé au poste. Certains d'entre eux ont effectué plusieurs mandats à la tête de l'équipe : Paul Oßwald, Péter Szabó, Jörg Berger, Dragoslav Stepanović, Karl-Heinz Körbel et Armin Veh revenu en 2015 après avoir entrainé le club entre 2011 et 2014.
Liste des entraîneurs de l'Eintracht Francfort depuis 1919
- Albert Sohn : 1919
- Izidor Kürschner : 1921-1922
- Maurice Parry : mars 1925-mars 1926
- Walter Dietrich et  Fritz Egly : janvier 1926-1927
- Gustav Wieser : octobre 1927-mai 1928
- Paul Oßwald (1) : 1928-1933
- Willi Spreng : septembre 1933-mai 1935
- Paul Oßwald (2) : 1935-1938
- Otto Boer : 1939
- Péter Szabó (1) : mars 1939-1941
- Willi Lindner : juillet 1941
- Péter Szabó (2) : mars 1942-1943
- Willi Balles : 1942
- Willi Pfeiffer : novembre-décembre 1945
- Sepp Herberger : décembre 1945-janvier 1946
- Emil Melcher : janvier 1946-1947
- Willi Treml : 1947-janvier 1948
- Bernhard Kellerhoff : février-décembre 1948
- Walter Hollstein : janvier 1949-1950
- Kurt Windmann : 1950-1956
- Adolf Patek : 1956-1958
- Paul Oßwald (3) : 1958-avril 1964
- Ivan Horvat : avril 1964-1965
- Alexander Schwartz : 1965-1968
- Erich Ribbeck : 1968-1973
- Dietrich Weise : 1973-1976
- Hans-Dieter Roos : 1976-novembre 1976
- Gyula Lóránt : novembre 1976-novembre 1977
- Jürgen Grabowski (intérim) : décembre 1977
- Dettmar Cramer : décembre 1977-1978
- Otto Knefler : 1978-décembre 1978
- Friedel Rausch : janvier 1979-1980
- Lothar Buchmann : 1980-1982
- Helmut Senekowitsch : 1982-septembre 1982
- Ulrich Meyer : septembre 1982
- Branko Zebec : septembre 1982-octobre 1983
- Jürgen Grabowski et  Klaus Mank (intérim) : octobre 1983
- Dietrich Weise : octobre 1983-décembre 1986
- Timo Zahnleiter : décembre 1986-1987
- Karl-Heinz Feldkamp : 1987-septembre 1988
- Pál Csernai : septembre-décembre 1988
- Jörg Berger (1) : décembre 1988-avril 1991
- Dragoslav Stepanović (1) : avril 1991-mars 1993
- Horst Heese : mars 1993-1993
- Klaus Toppmöller : 1993-avril 1994
- Karl-Heinz Körbel (1) : avril 1994-1994
- Jupp Heynckes : 1994-avril 1995
- Karl-Heinz Körbel (2) : avril 1995-mars 1996
- Dragoslav Stepanović (2) : avril-décembre 1996
- Rudolf Bommer (intérim) : décembre 1996
- Horst Ehrmantraut : décembre 1996-décembre 1998
- Bernhard Lippert (intérim) : décembre 1998
- Reinhold Fanz : décembre 1998-avril 1999
- Jörg Berger (2) : avril-décembre 1999
- Felix Magath : décembre 1999-janvier 2001
- Rolf Dohmen : janvier-avril 2001
- Friedel Rausch : avril 2001-2001
- Martin Andermatt : 2001-mars 2002
- Armin Kraaz (intérim) : mars 2002-2002
- Willi Reimann : 2002-2004
- Friedhelm Funkel : 2004-2009
- Michael Skibbe : 2009-mars 2011
- Christoph Daum : mars 2011-2011
- Armin Veh (1) : 2011-2014
- Thomas Schaaf : 2014-2015
- Armin Veh (2) : 2015-mars 2016[9]
- Niko Kovač : mars 2016[10]-juin 2018
- Adi Hütter : juillet 2018[11]-mai 2021
- Oliver Glasner : mai 2021-juin 2023
- Dino Toppmöller : juillet 2023-

### Grands joueurs du passé
Les joueurs dont le nom est en gras sont des vainqueurs de la Coupe du monde.
- Stefan Aigner
- Ioánnis Amanatídis
- Uwe Bein
- Thomas Berthold
- Manfred Binz
- Kevin-Prince Boateng
- Ronald Borchers
- Cha Bum-Kun
- Cha Du-ri
- Yang Chen
- Lajos Detari
- Thomas Doll
- Erik Durm
- Hugo Ekitiké
- Jan Åge Fjørtoft
- Maurizio Gaudino
- Jürgen Grabowski
- Sébastien Haller
- Bernd Hölzenbein
- Makoto Hasebe
- Martin Hinteregger
- Ivica Horvat
- Petar Houbtchev
- Lukáš Hrádecký
- Benjamin Huggel
- Junichi Inamoto
- Luka Jović
- Fahrudin Jusufi
- Daichi Kamada
- Randal Kolo Muani
- Andreas Köpke
- Karl-Heinz Körbel
- Filip Kostić
- Joachim Löw
- Egon Loy
- Omar Marmoush
- Alexander Meier
- Andreas Möller
- Norbert Nachtweih
- Evan Ndicka
- Willi Neuberger
- Bernd Nickel[12]
- Oka Nikolov
- Jay-Jay Okocha
- Willian Pacho
- Bruno Pezzey
- Alfred Pfaff
- Christoph Preuß
- Uwe Rahn
- Ante Rebić
- Sebastian Rode
- Marco Russ
- Bernd Schneider
- Pirmin Schwegler
- André Silva
- Djibril Sow
- Christoph Spycher
- Uli Stein
- Albert Streit
- Naohiro Takahara
- Anton Turek
- Anthony Yeboah

### Effectif professionnel actuel
Le premier tableau liste l'effectif professionnel de l'Eintracht Francfort pour la saison 2025-2026. Le second recense les prêts effectués par le club lors de cette même saison.
En grisé, les sélections de joueurs internationaux chez les jeunes mais n'ayant jamais été appelés aux échelons supérieurs une fois l'âge-limite dépassé ou les joueurs ayant pris leur retraite internationale.

### Rivalités
Le rival traditionnel est le Kickers Offenbach. Néanmoins il existe des rivalités avec le 1.FSV Mayence 05, le 1.FC Kaiserslautern et le SV Darmstadt 98. Certains croient que l'Eintracht entretient des rivalités avec le FSV Francfort mais ce sont plutôt des clubs amis.

### Records

#### Club
- Plus grande affluence : 81 000 spectateurs le 23 mai 1959 face au FK 03 Pirmasens
- Plus large victoire en championnat : 9-1 contre Rot-Weiss Essen, 5 octobre 1974
- Plus large défaite en championnat : 0-7 contre Karlsruher SC, 19 septembre 1964

#### Joueurs
- Nombre d'apparitions (toutes compétitions) : Karl-Heinz Körbel  Allemagne - 718 (1972-1991)
- Nombre d'apparitions en championnat : Karl-Heinz Körbel  Allemagne - 602 (1972-1991)
- Meilleur buteur (toutes compétitions) : Karl Ehmer  Allemagne - 225 (1927-1938)
- Meilleur buteur en championnat : Bernd Hölzenbein  Allemagne - 160 (1967-1981)
- Plus grosse indemnité de transfert reçue : Randal Kolo Muani  France - 95,0 Millions € (2023, Paris Saint-Germain)
- Plus grosse indemnité de transfert payée : Elye Wahi  France - 26,0 Millions € (2025, Olympique de Marseille)

### En particulier
L'Eintracht exploite depuis 2002 une école de football. C'est  Karl-Heinz „Charly“ Körbel qui la dirige.
L'Eintracht a une mascotte depuis 2005 qui est le Steinadler Attila du Hanauer Wildpark.
Le partenaire de l'Eintracht, Aero Flight, a peint en 2005 un Airbus A320 aux couleurs de l'Eintracht Francfort. 
Il existe depuis  2007 un musée à l'intérieur de la tribune principale du stade où d'anciens joueurs, entraîneurs et des dirigeants emblématiques.  
En plus, un guidage pour visiter le stade est proposé et différentes expositions et 
la Deutsche Bahn, partenaire premium, conçut une locomotive électrique, du nom de Db-Bayereihe 101 aux couleurs de l'Eintracht Francfort.
La locomotive de l'Eintracht Francfort doit traverser toute l'Allemagne et même circuler en dehors de ses frontières. 
Des joueurs de légende et un entraîneur choisis par les fans du club sur internet en 2013 sont affichés dans la gard Willy-Brandt-Platz. 
Depuis 2012, on peut devenir membre du club pendant toute sa vie pour 1 899 euros (associé à l'année de la fondation). Le premier à être membre à vie était Sebastian Vettel, qui est fan de l'Eintracht depuis son enfance.

## Autres sections
- Gymnastique - depuis 22 janvier 1861
- Football féminin
- Athlétisme - 1899

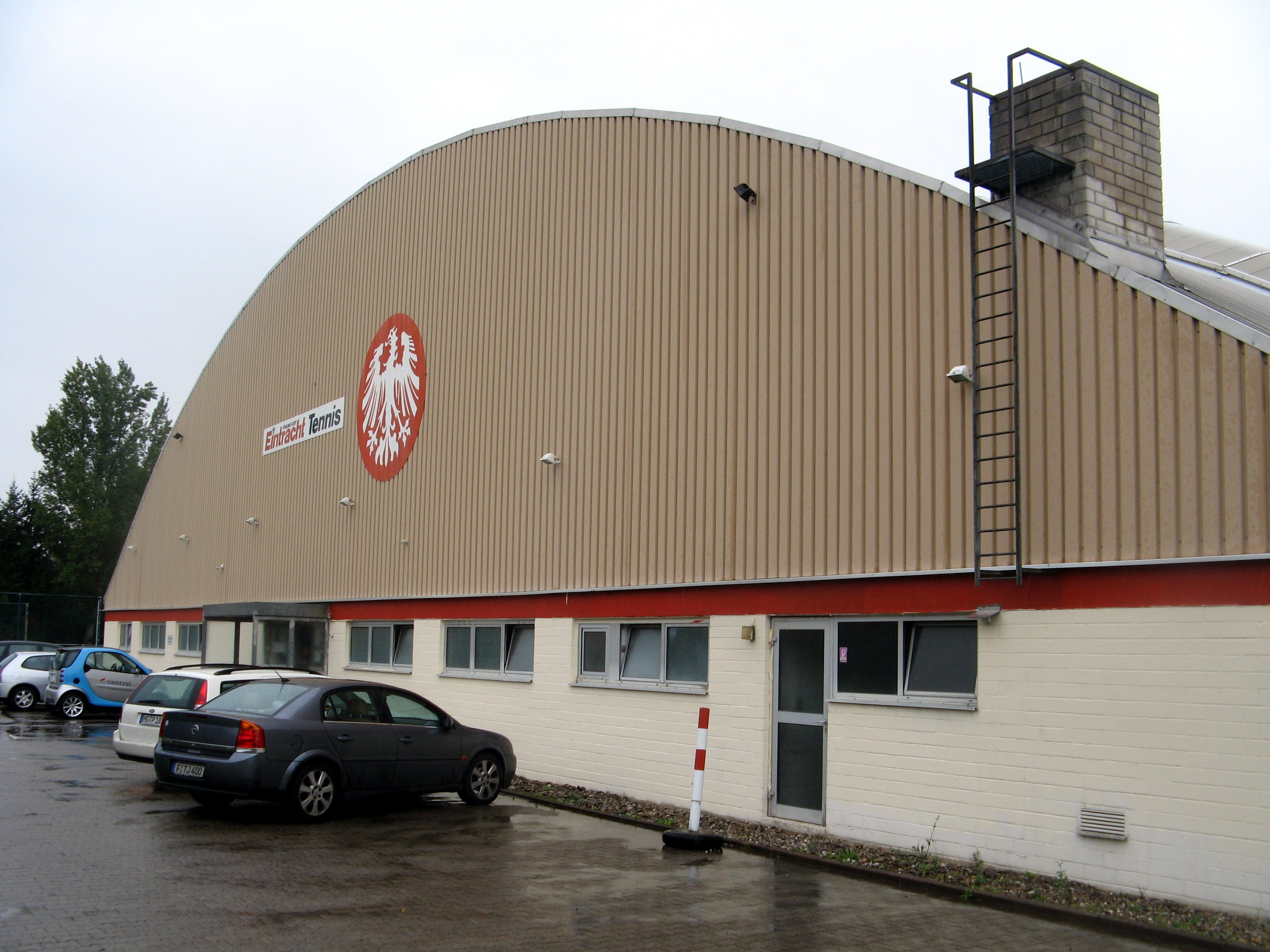
Gymnase de la section de tennis à Frankfurt-Seckbach

Si la section football est la plus connue du club, la section athlétisme est celle qui a connu le plus de succès. Au niveau national, elle compte plus de 220 titres nationaux dans quasiment toutes les disciplines de l'athlétisme mais l'Eintracht Frankfurt a aussi eu des athlètes qui ont brillé sur la scène internationale. Ainsi Tilly Fleischer a été championne olympique au lancer du javelot en 1936, Heinz Ulzheimer, spécialiste du 800m a décroché deux médailles de bronze aux Jeux olympiques de 1952. Le dernier grand succès d'un membre du club est la lanceuse du marteau Betty Heidler qui a été championne du monde en 2007 à Ōsaka.
En 2000, la section athlétisme se regroupe avec celles des autres clubs de Francfort et environs pour devenir le LG Eintracht Francfort.
- Hockey sur gazon - depuis 1906 (comme 1. Frankfurter Hockeyclub)
- Boxe anglaise - 1919
- Tennis - depuis printemps de 1920
- Handball - depuis 1921
- Rugby à XV - depuis l'été 1923
- Tennis de table - depuis novembre 1924. L'équipe féminine est championne d'Allemagne en 1948, 1952, 1953, 1956, 1957, 1958 et 1959
- Basket-ball - depuis 4 juin 1954
- Eisstock - depuis 9 décembre 1959
- Volley-ball - depuis juillet 1961
- Fan club officiel - depuis 11 décembre 2000
- Hockey sur glace - de 1959 à 1991 (dans l'intervalle comme des Frankfurt Lions, maintenant comme des Löwen Frankfurt) et de nouveau depuis 1er juillet 2002
- Fléchettes - depuis 1er juillet 2006
- Triathlon - depuis janvier 2008
- Ultimate - depuis 2015
- Baby-foot - depuis juillet 2016
- Sport électronique - depuis juin 2019
- Sport de combat - depuis 2021
- Golf - depuis 2023